# Con Sheehan
Cornelius „Con“ Sheehan (* 3. März 1989 in Clonmel, Irland) ist ein irischer Profiboxer im Schwergewicht.

## Amateurkarriere
Con Sheehan gewann als Amateur 203 von 221 Kämpfen. Er ist irischer Meister im Schwergewicht von 2008, 2009, 2010 und 2011, sowie irischer Meister im Superschwergewicht von 2012 und 2014. Bei den EU-Meisterschaften 2008 gewann er die Silbermedaille und schied bei den Europameisterschaften 2008 im Viertelfinale gegen Petrișor Gănănău aus. 2009 gewann er die Goldmedaille bei den EU-Meisterschaften und startete bei den Weltmeisterschaften 2009, wo er gegen Osmay Acosta unterlag. 
Bei den Europameisterschaften 2011 und 2013, sowie den Weltmeisterschaften 2011 und 2013, schied er jeweils vor Erreichen der Medaillenränge aus. Bei internationalen Turnieren und Länderkämpfen gelangen ihm unter anderem Siege gegen David Graf (2007, 2008), Clemente Russo (2010), Mohamed Arjaoui (2011), Alexander Powernow (2011) und Maxim Babanin (2012).

## Profikarriere
Im Februar 2015 unterzeichnete er einen Profivertrag bei NoWhere2Hyde Management von Gary Hyde und gewann sein Debüt am 19. Januar 2016 in Los Angeles gegen den US-Amerikaner Jonathan Rice. Trainiert wird er von Virgil Hunter und Peter Fury.